# El Tintal (Guatemala)
El Tintal és un jaciment arqueològic de la civilització maia que es troba a Guatemala. Data del període preclàssic i és a la Cuenca del Mirador, al nord del departament de Petén, aproximadament a 12 km al nord del llogaret modern de Carmelita. Una elevada calçada maia (un sacbé) unia aquest lloc amb El Mirador (20 km al nord) i El Tintal també es troba a prop del lloc de Nakbé (que és a 20 km al nord-est). El lloc té estructures de considerable grandària.